# Kristin Fraser
Kristin Fraser (aserbaidschanisch Kristin Freyzer; * 29. Februar 1980 in Palo Alto, Kalifornien) ist eine ehemalige US-amerikanische Eiskunstläuferin, die mit ihrem Partner, dem gebürtigen Russen Igor Lukanin seit 2000 für Aserbaidschan startete, ehe sie 2009 ihre Karriere beendete.
Im Alter von sieben Jahren begann sie mit dem Eislaufen. Ihre früheren Partner waren Peter Kongkasem und Jonathan Nichols. Zuletzt lief sie für den Armee Sport Club, Baku. Sie wurde trainiert von Nikolai Morosow und Alexei Gorshkow. Der Choreograph war Peter Tchernyshev.
Die beste Platzierung bei Weltmeisterschaften erreichten Lukanin und Fraser 2008 mit dem 11. Platz. Bei Europameisterschaften erreichten sie 2007 mit Platz 7 ihr bestes Ergebnis. Ihre besten Platzierung in anderen Wettbewerben waren der Sieg beim Golden Spin 2006 in Zagreb, ein zweiter Platz beim Karl Schäfer Memorial 2005 in Wien und vier 4. Plätze beim MasterCard Skate Canada International 2005 in St. John’s, Neufundland sowie beim Cup of China 2005 in Peking und der Nebelhorn Trophy 2001/2002.
Auch wenn Modeartikel und Ähnliches nicht erlaubt sind, trug Fraser beim Originaltanz der EM 2009 jedoch zum ersten Mal eine Brille.
Fraser und Lukanin heirateten 2010 in Montclair, wo sie heute auch leben. Als Hobbys gibt sie u. a. Reiten an.

## Weblinks

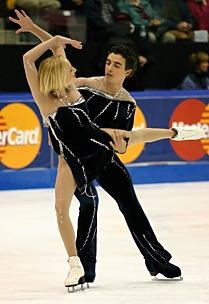
Kristin Fraser und Igor Lukanin, 2003, Skate Canada, Mississauga, Ontario